# Van Nuys
Van Nuys (Anhörenⓘ) [vænˈnaɪz] ist ein Stadtteil von Los Angeles im Herzen von San Fernando Valley. Benannt wurde dieser Stadtteil nach seinem Gründer, dem Unternehmer Isaac Newton Van Nuys.
Van Nuys wird größtenteils von Latinos bewohnt. In der Nähe liegt der Sepulveda Dam, ein Staudamm, der bei starken Regenfällen vor Überschwemmungen schützt und von weitläufigen Grünflächen umgeben ist. Diese dienen als Naherholungsgebiet und besitzen einen japanischen Teegarten.
Der Flughafen Van Nuys wird nur von der Allgemeinen Luftfahrt genutzt. Im Bereich der Allgemeinen Luftfahrt ist er jedoch ein Flughafen unter denen mit der weltweit größten Anzahl an Flugbewegungen.

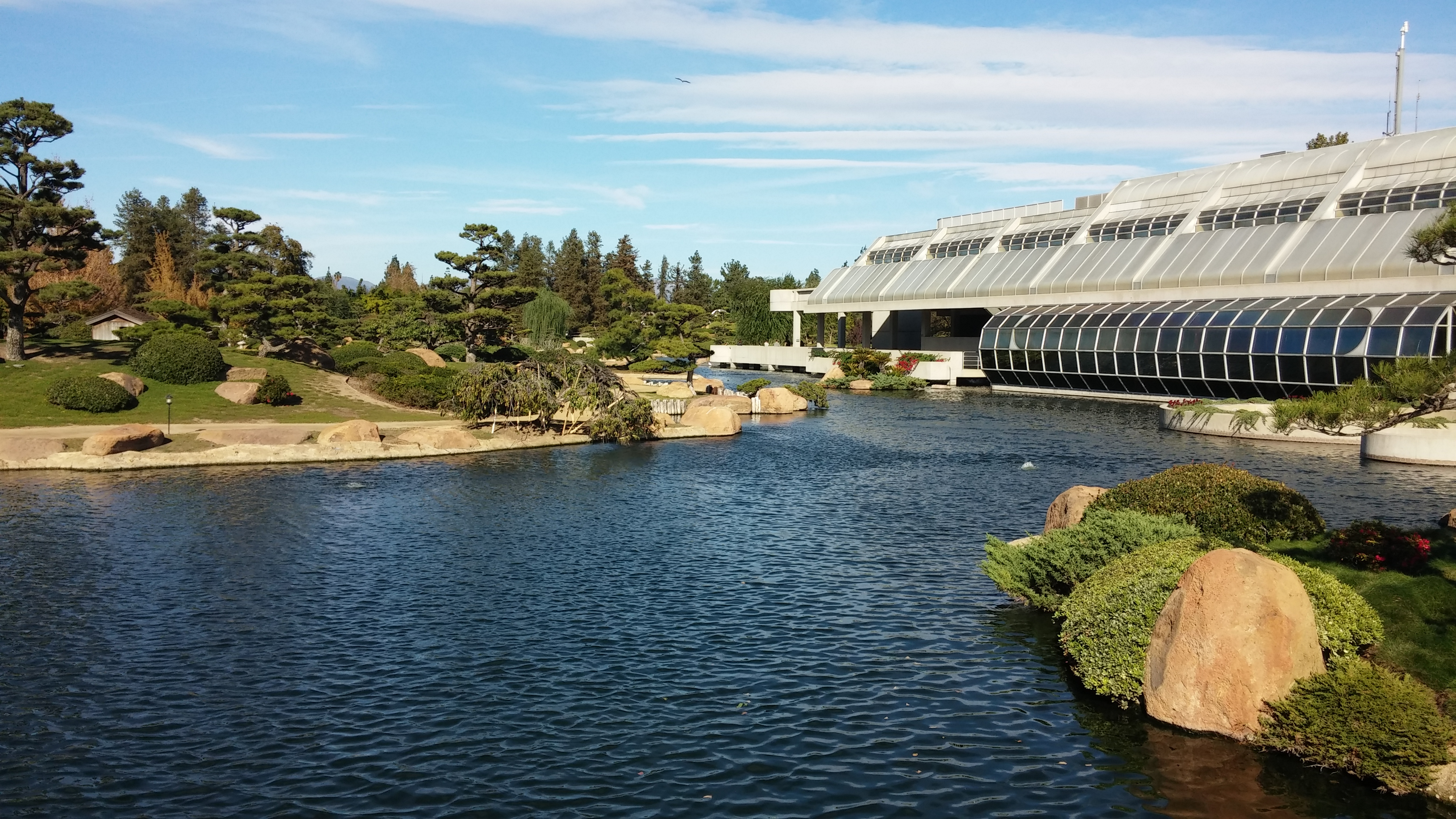
Japanischer Garten

## Söhne und Töchter des Stadtteils
- Trudi Schoop (1903–1999), Tänzerin, Kabarettistin und Tanztherapeutin
- Duane Tatro (1927–2020), Filmkomponist
- Patricia Norris (1931–2015), Kostümbildnerin, Oscarpreisträgerin
- Don Drysdale (1936–1993), Baseballspieler
- Gary Lockwood (* 1937), Schauspieler
- Dennis Burkley (1945–2013), Schauspieler
- Jon Peters (* 1945), Filmproduzent
- Cindy Williams (1947–2023), Schauspielerin
- Russell Carpenter (* 1950), Kameramann
- Lawrence Weschler (* 1952), Journalist und Sachbuchautor
- Joseph V. Brennan (* 1954), katholischer Bischof von Fresno
- Diane Warren (* 1956), Komponistin
- Johnny Whitaker (* 1959), Schauspieler und ehemaliger Kinderstar
- Neal Morse (* 1960), Musiker im Progressive-Rock-Bereich
- Mary Elizabeth McDonough (* 1961), Schauspielerin
- Kevin Mitnick (1963–2023), ehemaliger Hacker und Manager
- Kristen Cloke (* 1968), Schauspielerin
- Zen Gesner (* 1970), Filmschauspieler
- Brian Austin Green (* 1973), Schauspieler
- Jason Gore (* 1974), Profigolfer
- Brandon Boyd (* 1976), Sänger der Band Incubus
- McKenzie Westmore (* 1977), Film- und Theaterschauspielerin
- Óscar Domínguez (* 1985), Poolbillardspieler
- Karl Evangelista (* 1986), Fusion- und Jazzmusiker
- Camryn Grimes (* 1990), Schauspielerin
- Brittney Lee Harvey (* 1990), Schauspielerin

## Van Nuys High School

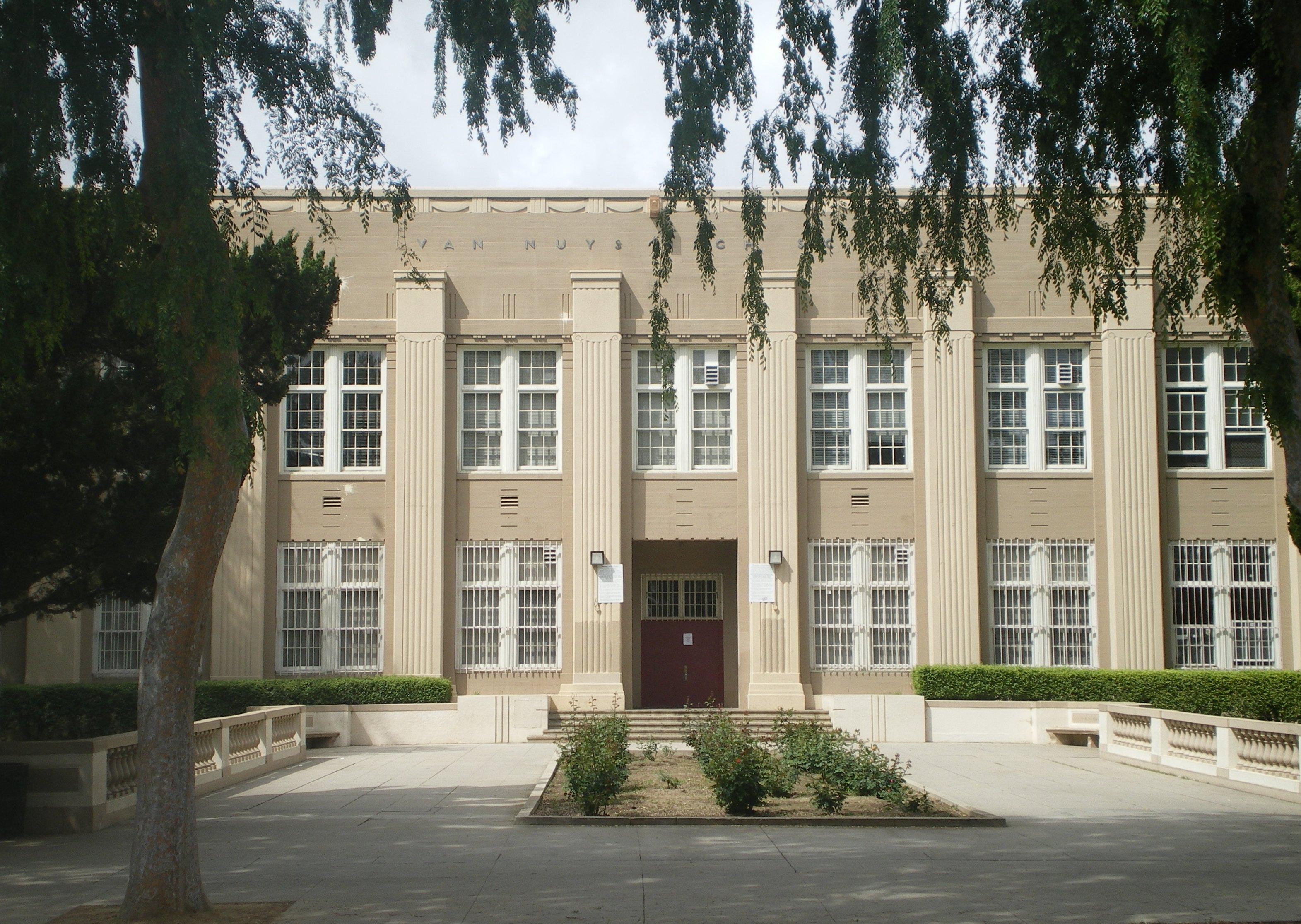
Van Nuys High School

Die 1914 eröffnete Van Nuys High School hatte viele bekannte Schüler, u. a.:
- Marilyn Monroe (1926–1962), Schauspielerin[2]
- Robert Redford (* 1936), Schauspieler
- Natalie Wood (1938–1981), Schauspielerin
- Vint Cerf (* 1943), Wissenschaftler (siehe Jonathan Postel)
- Jonathan Postel (1943–1998), Wissenschaftler (wird oft zusammen mit anderen als „Vater des Internets“ genannt)
- Paula Abdul (* 1962), Sängerin
- Erika Eleniak (* 1969), Schauspielerin (Baywatch – Die Rettungsschwimmer von Malibu)
- Gilbert Arenas (* 1982), aktueller Basketballprofi (Orlando Magic)

Des Weiteren wurden auf dem Gelände der VNHS einige Filme und TV-Serien gedreht:
Filme:
- Fast Times at Ridgemont High (1982; deutscher Titel: Ich glaub’, ich steh’ im Wald) – mit Sean Penn
- Christine (1983) – Buch: Stephen King, Regie: John Carpenter
- My Stepmother Is an Alien (1988; deutscher Titel: Meine Stiefmutter ist ein Alien) – mit Dan Aykroyd, Kim Basinger, Jon Lovitz und Alyson Hannigan
- Sleepwalkers (1992; deutscher Titel: Schlafwandler) – Buch: Stephen King

TV-Shows:
- Highway to Heaven (1984–89) (deutscher Titel: Ein Engel auf Erden) – mit Michael Landon
- The Wonder Years (1988–93) (deutscher Titel: Wunderbare Jahre)

## Sonstiges
- Laut Storyline ist in Van Nuys der Heimatflughafen von „Santini Air“ in der Serie Airwolf.
- In Jonathan Kellermans Roman Evidence werden in einem Hangar des Flughafens zwei Leichen gefunden; der Hangar wird von der Polizei durchsucht, obwohl er dem Herrscher des fiktiven Ölstaats Sranil gehört und damit eine diplomatische Krise provoziert wird.
- In Raymond Chandlers Roman The Little Sister (1949; deutsch: Die kleine Schwester) gibt es ein „Van Nuys Hotel“, in dem ein Teil der Handlung spielt.
- In Van Nuys befand sich von 1969 bis zur vorläufigen Schließung im Mai 2011 jahrzehntelang das berühmte Tonstudio Sound City, in dem zum Beispiel die Grunge-Rock-Band Nirvana das Album Nevermind von 1991 aufnahm. 2013 veröffentlichte Dave Grohl, der ehemalige Schlagzeuger von Nirvana, als filmische Hommage den Dokumentarfilm Sound City über die Geschichte des Tonstudios.[3] Im Sound City Studio nahmen zudem Neil Young das Album After the Gold Rush, Elton John das Album Caribou und Metallica das Album Death Magnetic auf. Im Frühjahr 2017 feierte das Sound City Studio seine Wiedereröffnung.